# Modelljärnvägsförening
En modelljärnvägsförening är en förening eller organisation som bygger en modelljärnväg i någon skala.